# Storsundet (vid Horslök, Lovisa)
Storsundet är ett sund i Finland. Det ligger i Lovisa stad i landskapet Nyland, i den södra delen av landet, 60 km öster om huvudstaden Helsingfors.
Storsundet ligger mellan Byön i väster och Stadslandet i öster.